# Guitar Hero World Tour
Guitar Hero World Tour — видеоигра в жанре музыкальной аркады, разработанная студией Neversoft и изданная RedOctane и Activision. Это четвёртая игра из основной серии Guitar Hero и шестая игра во всей серии. Версии для Microsoft Windows и Apple Macintosh вышли 15 июля 2009 года.
Несмотря на то, что игра основана на игре на гитаре-контроллере, игрокам дана возможность использовать барабанный контролер и микрофон, как в другой серии музыкальных игр — Rock Band. Игра позволяет пользователям создавать новые песни в «Music Studio» (Музыкальная студия), которые затем можно загрузить в «GHTunes» .
Игра получила в целом позитивные отзывы критиков, отличное качество контроллеров, настройку моделей игроков и инструментов, усложнение трудности по сравнению с предыдущими частями. Тем не менее, некоторые рецензенты плохо отозвались о сложности песен, об ограниченном режиме карьеры, а также сложности создания музыкальных инструментов (полиграфия).

## Описание
Guitar Hero World Tour основана на предыдущих играх серии Guitar Hero, в которой игроки имитируют игру на специальном гитаре-контроллере. Guitar Hero World Tour была расширена и пользователь теперь может использовать не только гитару, но и барабаны и микрофон. Игра поддерживает возможность играть четверым игрокам, как полноценная группа.

## Режимы карьеры
- Сольный: в сольном режиме карьеры игрок может выбрать одну из следующих ролей — соло-гитарист, бас-гитарист, ударник и вокалист. На протяжении всей игры игрок будет исполнять партию выбранного музыканта на выбранном уровне сложности.
- Группа: в режиме группы до четырех игроков могут исполнять музыку на выбранных инструментах (каждый инструмент может выбрать только один игрок). Уровень сложности каждый игрок может выбрать себе по вкусу.

## Музыкальная студия
Для песни можно написать следующие партии: ударника, соло-гитариста, бас-гитариста, ритм-гитариста (не исполняется игроком), клавишника (не исполняется игроком), солиста. Партии можно как записывать «в живую», так и написать вручную по нотам. Сочиненными здесь песнями можно обмениваться через Интернет.

## Контроллеры-инструменты

### Гитара
Пять кнопок-ладов на грифе дублирует сенсорная панель, размеченная на пять клавиш. Ближе к краю деки, напротив грифа, появилась копка StarPower. Над ней расположена кнопка Start, под ней — Select, крестовина исчезла. Струнная клавиша стала более чувствительной, в ноты теперь нужно попадать очень точно, что затрудняет исполнение хаммер-онов.

#### Новые приемы игры
- Можно сыграть ноту, ударив по ней на панели, вместо того, чтобы зажимать лад и нажимать струнную клавишу.
- Можно сыграть ноту, зажав кнопку лада и ударив по любому месту панели.
- Как следствие из первого пункта, на панели можно играть хаммер-оны.
- При нажатии на новую кнопку StarPower, равно как и поднятием грифа гитары, можно включить Звездный Драйв.
- В некоторых аккордах ноты берутся по очереди — посредством хаммер-онов.

#### Новые эффекты
- Кроме рычага тремоло на длинных нотах можно добавить звучания, водя пальцем по сенсорной панели.
- Ноты, сыгранные при зажатой клавише StarPower будут звучать глухо.

### Ударная установка
Установка собирается из составных частей: металлическая подставка, регулируемая по высоте — при необходимости: установку можно поставить на стол; на пульт с тремя барабанами крепятся две тарелки и соединяются с пультом проводами; проводом же подсоединяется педаль с липучкой. У пульта присутствует MIDI-разъем. Между тарелками на пульте есть откидные полочки, на которые укладываются барабанные палочки из настоящего дерева. Под тарелками находится панель с клавишами управления — Start, Select, крестовиной и другими, в зависимости от приставки.

#### Приемы игры
- На дорожке встречаются особые «акцентные» ноты. Их нужно играть, ударяя сильнее, чем обычно.
- Фиолетовые полосы, встречающиеся на дорожке, обозначают бас-барабан — педаль.
- Чтобы включить Звездный Драйв (StarPower), нужно одновременно ударить по обеим тарелкам.

#### Эффекты
У ударников есть специальные секции для соло (помечается графически, узором на дорожке). В этих секциях можно играть произвольные ноты без штрафа.

### Микрофон
Обыкновенный караоке-микрофон. Игрок, использующий его, для навигации в меню вынужден использовать контроллер приставки. При пении важно не столько проговаривать слова, сколько попадать в тон. При этом вокалист, также, как и остальные участники группы, может сорвать выступление неправильным исполнением.

#### Приемы игры
Чтобы включить Звездный Драйв (StarPower), нужно потрясти микрофоном, ударить по нему либо нажать любую кнопку на контроллере.

## Комплектация игры
Игра распространяется в трех видах — только диск, диск и гитара, набор группы — диск, гитара, ударные и микрофон.

## Отзывы
| Сводный рейтинг | Сводный рейтинг | Сводный рейтинг | Сводный рейтинг |
| Издание         | Оценка          | Оценка          | Оценка          |
| Издание         | PS3             | Wii             | Xbox 360        |
| --------------- | --------------- | --------------- | --------------- |
| GameRankings    | 83,33 %         | 86,28 %         | 84,44 %         |